# Samsung Galaxy Watch Ultra 2025
Samsung Galaxy Watch Ultra（2025） は、サムスン電子が2025年7月9日に Galaxy Unpacked イベントで発表し、日本では2025年8月1日に発売されたチタニウム製アウトドア向けプレミアムスマートウォッチである。

## 概要
Galaxy Watch Ultra（2025）は、アウトドアやスポーツ用途を想定した耐久性と高性能を備えたフラッグシップスマートウォッチである。チタニウム製ケースと10ATM防水＋IP68防塵性能、MIL-STD-810H準拠の耐衝撃性を備え、過酷な環境下でも使用可能。最大3000nitsの高輝度ディスプレイにより、直射日光下でも視認性を確保する。  
ソフトウェアはWear OS 6（One UI Watch 8）を搭載し、Gemini AIによる新しい健康分析・運動提案機能に対応。内蔵ストレージは従来モデルの2倍となる64GBに拡張され、カラーラインナップも4色に増加している。

## 主な機能
- ディスプレイ：1.5インチ Super AMOLED（480×480）、最大3000nits、サファイアクリスタル保護[7]
- 耐久性：10ATM防水、IP68、防塵、MIL-STD-810H準拠[8]
- 通信：Wi-Fi、Bluetooth 5.3、NFC（FeliCa対応、日本版）、GNSS（GPS L1+L5等）[9]

## カラー
| Color | Name               |
| ----- | ------------------ |
|       | チタニウムブルー   |
|       | チタニウムシルバー |
|       | チタニウムグレー   |
|       | チタニウムホワイト |

## Watch Ultra 2024 との主な違い
2025年モデルは2024年モデルと比較して以下の点が異なる。  
- ストレージ容量の増加 – 内蔵ストレージが32GBから64GBに倍増[10]。
- カラーラインナップの拡充 – 新たに「チタニウムブルー」と「チタニウムホワイト」を追加し4色展開に[11]。
- ソフトウェアの更新 – OSがWear OS 5（One UI Watch 6）からWear OS 6（One UI Watch 8）に刷新[12]。

## Watch Ultra 2024 との比較表
| 項目                 | Watch Ultra 2025                                                           | Watch Ultra 2024                     |
| -------------------- | -------------------------------------------------------------------------- | ------------------------------------ |
| 発売日（日本）       | 2025年8月1日                                                               | 2024年7月31日                        |
| ストレージ容量       | 64GB                                                                       | 32GB                                 |
| カラー展開           | チタニウムブルー、チタニウムシルバー、チタニウムグレー、チタニウムホワイト | チタニウムシルバー、チタニウムグレー |
| OS                   | Wear OS 6                                                                  | Wear OS 5                            |
| UIバージョン         | One UI Watch 8                                                             | One UI Watch 6                       |
| AI機能対応           | Gemini AIによる新健康分析・運動提案機能（日本版は順次対応予定）            | 非対応                               |
| ディスプレイ最大輝度 | 約3000nits                                                                 | 約2000nits                           |
| バッテリー容量       | 590mAh（省電力モードで最大100時間）                                        | 590mAh（省電力モードで最大100時間）  |
| 重量（本体のみ）     | 約60.5g                                                                    | 約61.0g                              |